# 胡皓康
胡皓康（2008年11月11日—），北京人，中国童星，演员胡軍與盧芳的兒子。2015年，與父親胡軍一起參與湖南衛視综艺节目《爸爸去哪兒第三季》而走紅。

## 生平
2015年，胡皓康父親胡軍帶同他參加中国大陆湖南衛視《爸爸去哪儿 (第三季)》节目录制，因而备受关注，獲網民封以「高冷總裁」的稱號。
2016年1月25日，胡皓康前往父親胡军《小情人》的拍摄现场探班，成為全场焦点。
2022年5月17日，胡皓康13歲身高已經長到180公分。他們一家五口為雜誌拍攝宣傳照，他接受記者訪問時說到，跟媽媽盧芳的關係因為疫情的緣故變得很親近，更能體會到媽媽的辛苦，表示「有家庭主婦才能支撐起一個家」。

## 作品

### 综艺节目
| 年份   | 日期              | 電視台   | 節目名稱         | 備註                       |
| 2015年 | 7月10日- 10月30日 | 湖南卫视 | 爸爸去哪兒第三季 | 與父親胡軍及其他節目參加者 |
| 2015年 | 8月7日            | 湖南卫视 | 天天向上         | 與父親胡軍                 |

### 音樂作品
2015年
- 《爸爸去哪儿》（爸爸去哪兒（第三季）主題曲）